# Международен фолклорен фестивал - Велес
Международенят фолклорен фестивал - Велес (на македонска литературна норма: Меѓународен фолклорен фестивал - Велес) е музикален фестивал за фолклорна музика, организиран в град Велес, днес Северна Македония.
Фестивалът се провежда от 2004 година насам, когато участват ансамбли от Република Македония, България, Словения, Сърбия и Гърция. Постепенно обхватът му и броят на участниците се увеличава. Участниците правят манифестация по улиците на града.